# Kisseleffstraße 12 (Bad Homburg)

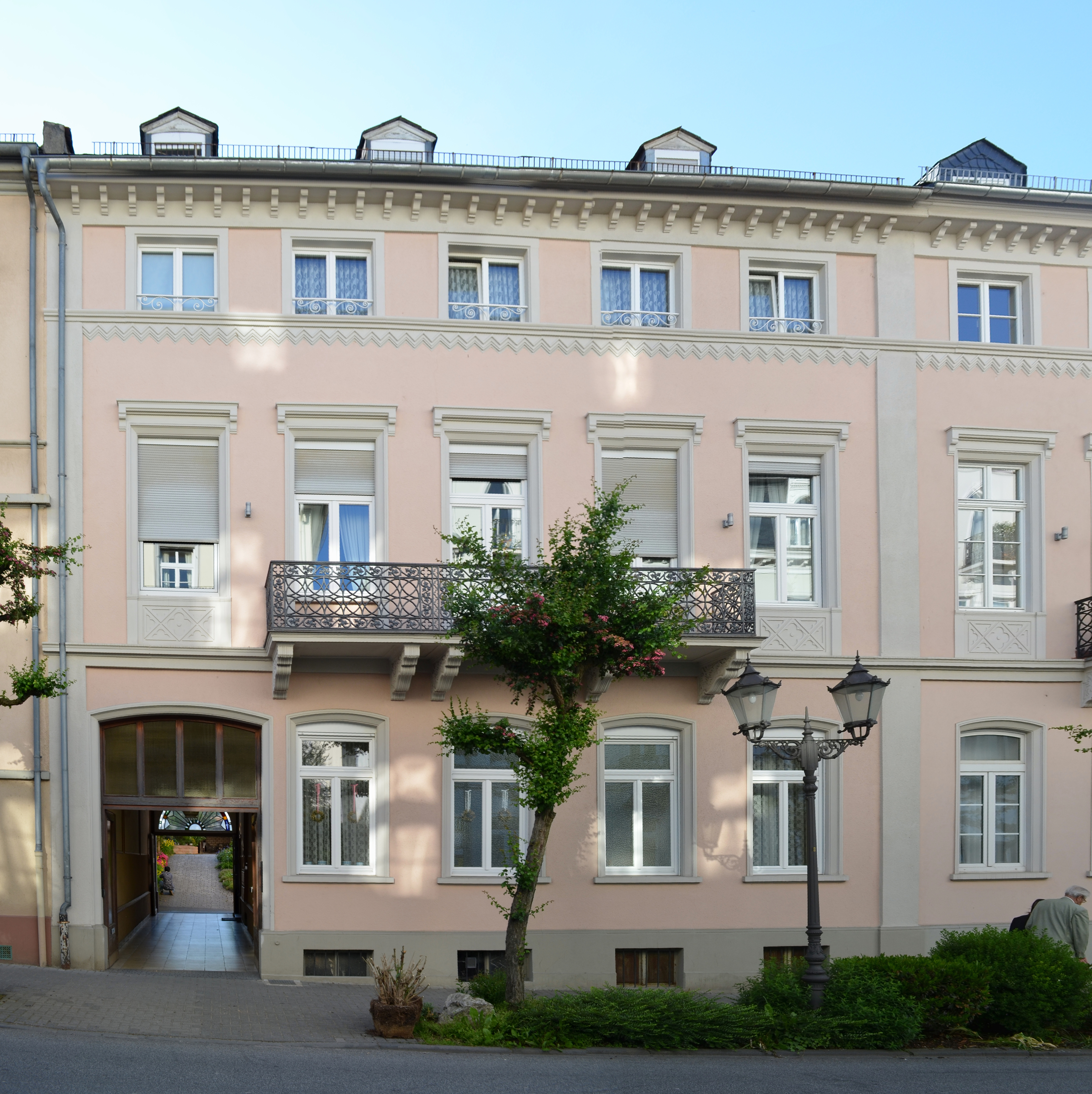
Kisseleffstraße 12

Das Haus mit der Adresse Kisseleffstraße 12 in Bad Homburg vor der Höhe ist ein geschütztes Baudenkmal.

## Geschichte
Die beiden Häuser Kisseleffstraße 12 und 14 bilden zusammen ein Doppelhaus mit klappsymmetrischen Fassaden, das von dem Bauassistenten Christian Holler errichtet wurde. Holler war 1853 noch Besitzer des Grundstücks, bald darauf verkaufte er die Liegenschaft. Haus Nr. 12 war längere Zeit im Besitz von Johann Jung, der es am 14. April 1890 zu einem Preis von 53.000 Mark an den Hoffotografen Thomas Heinrich Voigt und dessen Ehefrau Louise verkaufte. Die Familie Voigt wohnte auch nach dem Tod des Fotografen noch dort. In der Zeit des Dritten Reichs wurden die Häuser Kisseleffstraße 12 und 14 sowie die Villa Renaissance Am Hohlebrunnen 2 als sogenannte „Judenhäuser“ genutzt und beherbergten die letzten jüdischen Familien in Bad Homburg, ehe diese deportiert wurden.

## Beschreibung
Das dreigeschossige Wohnhaus, ein traufständiger Putzbau mit Toreinfahrt, wurde im Stil des Klassizismus errichtet. Im Erdgeschoss zeigen sich Segmentbogen, im ersten Stock erstreckt sich ein langer Balkon über die drei Mittelachsen der insgesamt fünfachsigen  Fassade. Er ruht auf verzierten Konsolen. Die Kopfgesimse und Brüstungsfelder sind mit neogotischen Verzierungen versehen. Ein normannischer Zackenfries grenzt die Beletage vom Mezzanin ab. Vom Nachbarhaus Nr. 14 ist das Gebäude durch eine Lisene optisch abgetrennt.
Im Erdgeschoss befanden sich 1907 zwei heizbare Zimmer, ein Badezimmer und eine Küche, im ersten und zweiten Stock je fünf heizbare Zimmer, in der Mansarde fünf nicht heizbare Kammern. Das Satteldach des massiv gebauten Hauses war mit Schiefer gedeckt.
Christian Ottersbach beurteilte die Häuser Kisseleffstraße 12 und 14 als gute „Beispiele für die schlichte, aber gediegene Zeilenbebauung im Nordabschnitt der mittleren Kisseleffstraße“.